# Boris Ryžij
Boris Borisovič Ryžij (in russo Борис Борисович Рыжий?; trasl. angl.: Boris Borisovich Ryzhy o Ryzhii; Čeljabinsk, 8 settembre 1974 – Ekaterinburg, 7 maggio 2001) è stato un poeta e geologo russo.
Considerato neo-romantico, alcuni suoi versi sono stati tradotti in inglese, italiano, tedesco, olandese e serbo. Si suicidò il 7 maggio 2001, all'età di 26 anni.

## Biografia
Boris Ryžij nasce a Čeljabinsk da padre geofisico, dottore in scienze geologiche e mineralogiche, professore e da madre epidemiologa. Vissuto nella cittadina industriale di Sverdlovsk, lavora sin da giovane nelle miniere e nelle industrie metallurgiche. Inizia a scrivere dei versi all'età di quattordici anni. Frequenta poi la Ural State Mining University (in russo Уральский государственный горный университет?), laureandosi in geologia; nello stesso periodo si sposa e ha un figlio. Durante gli studi si interessa alla vita poetica dell'istituto: i seminari di poesia furono tenuti da Jurij Lobancev, mentore di Ryžij che lo incoraggiò a prendere parte a diversi festival, di cui alcuni vinti. Partecipò anche al festival internazionale di poeti nei Paesi Bassi.

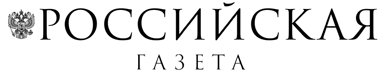
Logo della Rossijskaja Gazeta, giornale in cui ci fu la prima pubblicazione di una poesia di Ryzhy

La prima pubblicazione dei versi ci fu nel quotidiano Rossijskaja Gazeta; altri giornali che pubblicarono poesie di Ryžij furono Ural'skij Sledopyt (in cirillico: Уральский Следопыт?), Zvezda (in cirillico: Звезда?), Ural (in cirillico: Урал?) e Znamja (in cirillico: Знамя?). A seguire la laurea del 1997 in geologia, Ryžij pubblicò 18 lavori riguardo alla crosta terrestre e all'attività sismica in Russia e nella zona degli Urali.
Ryžij vinse il premio letterario Anti-Booker (in russo Антибукер?) nel 1999, all’epoca considerato il più autorevole di Russia; postumamente, vinse il premio Palmira del Nord (in russo Северная Пальмира?), considerato il premio più prestigioso della poesia russa.
Il 7 maggio 2001 si suicidò, impiccandosi sul balcone di casa. La sua depressione e la sua dipendenza da sostanze stupefacenti furono due tra gli elementi che lo spinsero a compiere questo gesto.
L'8 settembre 2014 viene posta una lapide commemorativa a Čeljabinsk, città dove il poeta ha passato i primi anni della sua vita.

## Stile

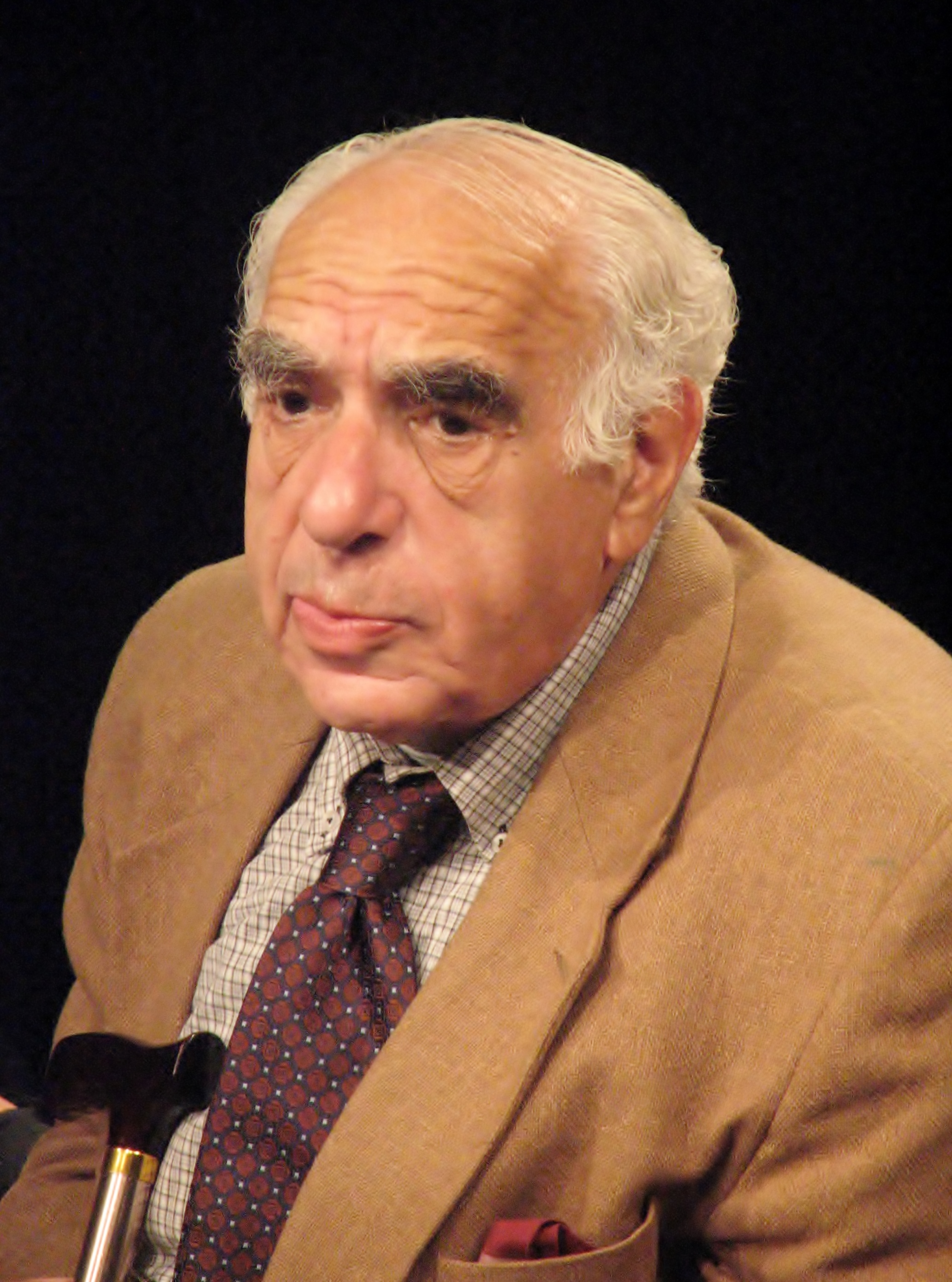
Il poeta e critico letterario russo Evgenij Rejn, che considera Ryzhy uno dei migliori poeti della sua generazione

La poesia di Ryzhy è fortemente influenzata dal contesto culturale in cui è nato e cresciuto: un contesto criminale, che nei suoi versi sfocia sia in una sincera pietà che in un sentimento di parentela. Il linguaggio di strada è usato spesso nei suoi versi, dove vengono raccontati fatti giornalieri, il dolore della vita, l'amore per la propria terra e lo smarrimento dell'uomo nel mondo di oggi. Nel corso della sua vita, scrisse oltre 1300 poesie di cui circa 350 pubblicate. Le prime pubblicazioni rilevanti furono quelle dei giornali locali, per poi passare nelle pubblicazioni di Mosca. Prima del suo suicidio, Ryzhy scrisse una poesia di addio, di cui gli ultimi versi: «Io ho vissuto qui. Esercitando delle libertà alla morte, all’autunno e alle lacrime. Vi ho amati tutti. E sul serio».
Il poeta russo e critico letterario Evgenij Rejn ha un'opinione positiva di Ryzhy, tanto da ritenerlo «il più grande talento poetico della sua generazione».

## Nella cultura di massa
La regista nederlandese Aliona van der Horst ha girato un documentario omonimo sulla vita di Boris Ryžij. Il lungometraggio ha ricevuto diversi riconoscimenti, tra i quali quello di miglior documentario all'Edinburgh International Film Festival del 2009.
La band post-punk bielorussa Molčat Doma ha usato una poesia di Ryžij come testo per Sudno, una canzone contenuta nel loro secondo album in studio, Ėtaži. La canzone è diventata virale su TikTok. Il gruppo rock olandese De Kift ha anch'esso usato delle poesie come testo per dei brani.
Alcune poesie di Ryžij ebbero anche una trasposizione teatrale, come ad esempio il musical di Jurij Butorin, intitolato Ryžij.